# Carie Graves
Carie Brand Graves (Madison, Wisconsin, 1953. június 27. – 2021. december 19.) olimpiai bajnok amerikai evezős.

## Pályafutása
Az 1975-ös nottinghami világbajnokságon nyolcasban ezüstérmet szerzett. Az 1976-os montréáli olimpián ugyanebben a számban bronzérmes lett társaival. Az 1980-as moszkvai olimpiát az amerikai csapat bojkottja miatt ki kellett hagynia. Az 1984-es Los Angeles-i olimpián nyolcasban olimpiai bajnoki címet szerzett társaival.

## Sikerei, díjai
- Olimpiai játékok – nyolcas
  - aranyérmes: 1984, Los Angeles
  - bronzérmes: 1976, Montréal
- Világbajnokság – nyolcas
  - ezüstérmes: 1975